# Theo Hesselbarth
Theo Hesselbarth (* 17. April 1938 in Wilschnitz; † 2006) war ein deutscher Gebrauchsgrafiker.

## Leben und Werk
Hesselbarth machte das Abitur und studierte von 1961 bis 1966 an der Hochschule für Grafik und Buchkunst Leipzig Gebrauchsgrafik. Für sein Diplom schuf er u. a. Illustrationen zu Martin Walsers Was wären wir ohne Belmonte.
Danach arbeitet er freischaffend als Gebrauchsgrafiker in Leipzig, Altenburg und Gerstenberg. Er gestaltete u. a. Leuchtwerbeanlagen und Bühnenbilder und illustrierte und gestaltete Bücher. Für das Lindenau-Museum Altenburg  gestaltete er Kataloge und Ausstellungsplakate, wobei er u. a. mit Reinhard Mende zusammenarbeitete. Seine wohl populärste Arbeit ist eine mit Jürgen Mau (1941–2015) entworfene Leuchtreklame in Leipzig, die unter dem Namen Löffelfamilie bekannt ist. Daneben schuf er auch freie zeichnerische und druckgrafische Arbeiten.
Hesselbarth bildete mit Mau, Johannes Keller (* 1936) und Frank Ruckhäberle (1943–2023) die Gebrauchsgrafiker-Gruppe UNDA und war bis 1990 Mitglied des Verbands Bildender Künstler der DDR.
Einige Zeichnungen Hesselbarths befinden sich im Lindenau-Museum.

## Weitere Werkbeispiele

### Leuchtwerbung, Ausstellungsgestaltung
- Mein Leipzig lob ich mir (1967; Leipzig, Leuchtwerbung auf dem Dach des damaligen Konsument-Warenhauses, heute Höfe am Brühl; mit Jürgen Mau)[1]
- Anfang und Gegenwart des Buchdrucks. Eine Ausstellung zum Gedenken von Johannes Gutenberg (1968, Ausstellungsgestaltung im Alten Rathaus Leipzig; mit Keller, Mau und Ruckhäberle)[2]

### Buchillustration und -Gestaltung
- Vasco Pratolini: Die aus Santa Croce. Verlag Volk und Welt, Berlin, 1967
- Hans Siebe: Koberlinks Schatten; Verlag Neues Leben, Berlin, 1967
- Hans Lorbeer. Gedichte. Poesiealbum (Lyrikreihe) 59. Verlag Neues Leben, Berlin, 1972
- Schönes Altenburger Land. Lob des Gehens, Lob des Sehens. Unterwegs an Hand historischer Postkarten und einer Landkarte. E. Reinhold Verlag, Altenburg, 1991 (Gestaltung)

### Freie Druckgrafik
- Altenburg am Pausitzer Teich (vor 1961, Radierung)[3]
- Volksfest in Wilschnitz (Holzschnitt; veröffentlicht als Beilage zur Zeitschrift Bildnerisches Volksschaffen, Leipzig, 4/1962)

## Ausstellungen
- 1977: Altenburg, Lindenau-Museum („Zeichnung im Bezirk Leipzig“)
- 2003: Altenburg, Lindenau-Museum (Einzelausstellung „Grafikdesign aus vier Jahrzehnten“)